# Mulanje (dystrykt)
Mulanje – dystrykt w Malawi, w regionie Południowym. Według danych z 2018 roku populacja dystryktu wynosiła 684 107 osób.

## Sąsiednie dystrykty
- Chiradzulu – północny zachód
- Phalombe – północny wschód
- Thyolo – zachód
- Zomba – północ